# 史提夫·馬丁
史蒂芬·葛倫·馬丁（英語：Stephen Glenn Martin，1945年8月14日—），美國喜劇演員、作家、電影製作人、音樂家。
馬丁擅長口技藝術、能夠模仿不同動物聲音說話和唱歌，有搞笑的效果，曾演過木偶人「皮納丘」喜劇，近來電影為2006年喜劇片《粉紅豹》。曾分別於2001年及2003年主持奧斯卡金像獎，亦於2010年3月與艾力·寶雲一起主持第82屆奧斯卡金像獎。2015年获颁AFI终身成就奖。

## 作品

### 影視
- 1988：《騙徒糗事多》-Dirty Rotten Scoundrels
- 1991:  《愛就是這麼奇妙》-Harris K. Telemacher
- 1992：《一屋半妻》-Housesitter
- 1993：《世紀的哭泣》-And the Band Played On
- 1994：《救命恩人》-Mixed Nuts
- 1996：《鬼頭天兵》-Master Sergeant Ernest G. Bilko
- 1999：《大製骗家》-Bowfinger
- 2003：《十二生笑》-Tom Baker
- 2005：《導購女郎》-Ray Porter（兼編劇和監製）
- 2005：《二十四笑》-Tom Baker
- 2005：《Disneyland: The First 50 Magical Years》-他自己
- 2006：《粉紅豹》-Inspector Clouseau（兼編劇）
- 2008：《代孕媽媽》-Barry
- 2009：《粉紅豹：2有惡豹》-Inspector Clouseau（兼編劇）
- 2009：《愛 找麻煩》-Adam Schaffer
- 2011：《年度鳥事》-Stu Preissler
- 2015：《好家在一起》-Captain Smek（配音）
- 2015：《聖誕好家在》-旁白/Rags the Dog（配音）
- 2016：《比利·林恩的中場戰事》-Norm Oglesby[1]

### 搞笑唱片
- 把它變小(Let's Get Small) (1977)暢銷成名作
- King Tut (1978, 45 RPM music single)
- A Wild and Crazy Guy (1978)
- Comedy Is Not Pretty! (1979)
- The Steve Martin Brothers (1981)

## 外部連結
- 官方網站 （页面存档备份，存于）
- 史提夫·馬丁在互联网电影资料库（IMDb）上的資料（英文）